# 佩尔·贝里曼
佩尔·贝里曼（瑞典語：Per Bergman，1886年5月15日—1950年10月18日），瑞典前男子帆船运动员。他曾代表瑞典参加1912年夏季奥林匹克运动会帆船比赛，获得12米级银牌。